# 君が咲く山
『君が咲く山』（きみがさくやま）はcali≠gariのシングル。2000年5月5日発売。

## 概説
70P写真集付きで、8cmシングル仕様。
この作品を最後にボーカル秀児が失踪、次作『ブルーフィルム』から石井秀仁に交代する。
漫画家のいしいひさいちはcali≠gariが好きであると公言しており、漫画『ののちゃん』において、登場人物であるのぼるがこの曲を聴いて涙するというシーンがある（2492話目にて）。

## 曲目
1. ドラマ「君が咲く山」
（出演:東海林青江、久米康（YA-SU）、オナン＝スペルマーメイド、研次郎
　脚本:青、音楽:岩瀬“岩次朗”聡志、収録場所:中野MUSEUM、製作:密室部）
2. 君が咲く山
（作詞・作曲:桜井青）
アルバム未収録だが、石井秀仁ボーカルVerが『再教育(左)』と『グッド、バイ。』に収録。

## メンバー
- 秀児（ボーカル）
- 青（ギター）
- 研次郎（ベース）
- 誠（ドラム）